# Serra d'Espadà (ZEPA)
Serra d'Espadà (ZEPA) este o arie protejată (arie de protecție specială avifaunistică — SPA) din Spania întinsă pe o suprafață de 65.333,51 ha, integral pe uscat.

## Localizare
Centrul sitului Serra d'Espadà (ZEPA) este situat la coordonatele 39°57′45″N 0°25′50″W / 39.9625°N 0.4306°V.

## Înființare
Situl Serra d'Espadà (ZEPA) a fost declarat arie de protecție specială avifaunistică în mai 2000 pentru a proteja 45 de specii de animale.

## Biodiversitate
Situată în ecoregiunea mediteraneană, aria protejată conține 10 habitate naturale: Galerii de Salix alba și de Populus alba, Tufărișuri termo-mediteraneene și de pre-deșert, Pajiști uscate europene, Pante stâncoase silicioase cu vegetație casmofită, Grohotișuri termofile și vest-mediteraneene, Păduri de Quercus suber, Păduri mediteraneene de Taxus baccata, Matorral arborescenți cu Juniperus spp., Păduri de Quercus ilex și Quercus rotundifolia, Pante stâncoase calcaroase cu vegetație casmofită.
La baza desemnării sitului se află mai multe specii protejate:
- păsări (36): fluierar de munte (Actitis hypoleucos), pescăruș albastru (Alcedo atthis), rață pitică (Anas crecca), rață mare (Anas platyrhynchos), fâsă-de-câmp (Anthus campestris), acvilă de munte (Aquila chrysaetos), stârc cenușiu (Ardea cinerea), buha (Bubo bubo), Bubulcus ibis, pasărea ogorului (Burhinus oedicnemus), ciocârlie-cu-degete-scurte (Calandrella brachydactyla), caprimulg (Caprimulgus europaeus),  prundaș gulerat mic (Charadrius dubius), șerpar (Circaetus gallicus), dumbrăveancă (Coracias garrulus), egretă mică (Egretta garzetta), presură de grădină (Emberiza hortulana), șoim călător (Falco peregrinus), Galerida theklae, vulturul pleșuv sur (Gyps fulvus), Hieraaetus fasciatus, acvilă pitică (Hieraaetus pennatus), pescăruș argintiu (Larus cachinnans), pescăruș negricios (Larus fuscus), pescăruș râzător (Larus ridibundus), ciocârlie de pădure (Lullula arborea), ciocârlie de bărăgan (Melanocorypha calandra), gaia neagră (Milvus migrans), vultur egiptean (Neophron percnopterus), Oenanthe leucura, cormoran mare (Phalacrocorax carbo), corcodel mare (Podiceps cristatus), Pyrrhocorax pyrrhocorax, turturică (Streptopelia turtur), silvie de tufiș (Sylvia undata), corcodel mic (Tachybaptus ruficollis)
- mamifere (7): liliac cu aripi lungi (Miniopterus schreibersii), liliac cu urechi de șoarece (Myotis blythii), liliac cărămiziu (Myotis emarginatus), liliac comun (Myotis myotis), liliacul mediteranean cu potcoavă (Rhinolophus euryale), liliacul mare cu potcoavă (Rhinolophus ferrumequinum), liliacul mic cu potcoavă (Rhinolophus hipposideros)
- nevertebrate (1): Austropotamobius pallipes
- pești (1): Chondrostoma toxostoma

Pe lângă speciile protejate, pe teritoriul sitului au mai fost identificate 7 specii de plante.